# Названия букв русского алфавита
Названия букв русского алфавита — имена, которыми называются буквы русского алфавита. С течением времени названия букв претерпели изменения, названия заменялись, упрощались и изменялись в произношении. Как части речи современные названия букв русского алфавита представляют собой имена существительные, род которых — средний:68. Например, говорится: строчное а.

## Старые и новые (упрощённые) названия букв

### Описание принципов названия букв
Названиями большинства букв русского алфавита изначально были знаменательные слова (аз, буки, веди и т. п.), начинающиеся с соответствующего звука, подобно буквам греческого алфавита. В начале XX века этот принцип названия букв был полностью вытеснен принципом названия по обозначаемому звуку (а, бэ, вэ), подобно латинскому алфавиту. Преимущество второго принципа — в удобстве обучения чтению. По первому принципу учили, например: люди + аз = ла; по второму получается более кратко: эль + а = ла. Яркое описание обучения чтению по первому принципу представлено в повести А. М. Горького «Детство»:51—53.

### История применения
XVIII век — попытки ввести упрощённые названия букв хотя бы для начинающих учеников.
В Российской грамматике Барсова 1771 года значатся «прежние имена» и «имена введённые». «…с самого начала представляется уже немалое неудобство в прежних именах букв, поелику они не только по большей части продолжительны для начинающих малолетних учеников, но некоторые из них и голоса своего собою не выражают, как икъ и ять; а еры показывают голос свой не в надлежащем и в неспособном месте, то есть, на самом конце своего имени: но к отвращению сих затруднений служат вышепоказанные нововведённые имена, к чему и прежде сего деланы были разные покушения…» (Разговор об орфографии господина Тредиаковского 1748 года; университетская Церковная и гражданская Азбука с краткими примечаниями о правописании 1768 года).
В Письмовнике Курганова (СПб., 1793 год) говорится, что: по повелению императрицы Екатерины II при учреждении народных училищ в изданном «Российском букваре» 1788 года для «легчайшего изречения» показаны следующие названия букв: а, бе, ве, ге, де, е, же, зе, и, и, ка, эль, эм, эн, о, пе, ер, эс, те, у, эф, ха, це, че, ша, ща, эр, ы, ерь, е, ю, я, фе (буквы ер и эр так названы в тексте (перепутаны в источнике). Из текста Письмовника видно, что названия букв, оканчивающихся на е, произносились мягко, поскольку о знаке, поставленном вместо избегаемой э, особо говорится, что он произносится, как немецкое или латинское e,  — значит, русское е (де, зе, те…) произносится как русское е, то есть мягко.
Первая половина XIX века — эпоха Греча в истории русской грамматики, пока ещё употребляются старые названия.
Но в самом письмовнике, а также в Российской грамматике Греча 1819 года по традиции и обыкновению даются классические названия букв (аз, буки…).
Вторая половина XIX века — начинают распространяться новые названия букв.
В словаре Филиппа Рейфа в 1860 году даются два варианта названия букв — старинные (аз, буки, веди…) и современные (а, бе, ве…).
С 1860-х, благодаря усилиям барона Корфа в России распространяется звуковой метод обучения грамоте (в 1862 году выходит его труд «Руководство к изучению русской грамматики»). (Но новые названия букв не связаны напрямую со звуковым методом, они являются лишь упрощёнными названиями букв). В 1880-х в своем словаре Даль приводит названия а, бе, ве…; об аз, буки, веди… он рассказывает уже как о старинных буквах.
И только в «Русском правописании» академика Я. К. Грота 1894 года — говорится уже только о современных названиях (а, бе, ве, ге; эль, эмъ, энъ, эръ) «по примеру других европейских азбук».
В 1904 году Е. Ф. Будде констатировал колебания между твёрдыми и мягкими согласными в произношении названий букв:

Даже названія согласныхъ буквъ нашего алфавита въ произношеніи представителей разнаго воспитанія и общества звучали различно, и это традиціонно сохраняется еще и понынѣ: люди, въ семьѣ которыхъ были нерусскіе элементы въ качествѣ воспитателей и учителей, большинство нашихъ дворянъ произносятъ: бэ, вэ, дэ, и проч., а семинаристы и простонародье — бе, ве, де и проч.
Современные названия были взяты у названий букв европейских алфавитов (латинский, немецкий, французский): а, бэ, цэ, дэ, э, эф, гэ, ха, и, (йот), ка, эль, эм, эн, о, пэ, (ку), эр, эс, тэ, у, вэ, (дубль-вэ, икс, игрек), зэ(д). Букву ч назвали че, а все последующие буквы сохранили своё прежнее наименование: ша, ща, ер, еры, ерь, ять, э, ю, я, фита, ижица.

## Изъятие букв и изменения их названий
После реформы 1917—1918 годов русский алфавит утратил буквы i (десятеричное), ять, фиту и ижицу. Также в алфавите официально стала числиться буква й, именовавшаяся до этого как «и съ краткой» («кратка» — старинный надстрочный знак вверху буквы й).
В орфографическом словаре Ушакова 1934 года названия букв де, зе, те меняются на дэ, зэ, тэ. Однако названия бе, ве, ге, пе пока ещё сохраняют старое произношение.
В толковом словаре Ушакова (1940 год) эти последние бе, ве, ге, пе уже читаются и как [бе], [ве], [ге], [пе], и как [бэ], [вэ], [гэ], [пэ].
В первой половине XX века названия четырёх букв произносились не с [э], а с [е]. Так, С. И. Ожегов в первых изданиях своего словаря рекомендовал произношение букв б, в, г, п как [бе], [ве], [ге], [пе], однако позже в силу тенденции к унификации установилось произношение названий этих букв, как [бэ], [вэ], [гэ], [пэ]. Такие названия букв («бэ», «вэ» и т.п.) приводятся в послевоенных учебниках для начальной школы.
Названия шипящих: в связи с унификацией также названия «же» и «це» были заменены на «жэ» и «цэ» (произношение осталось прежним). Однако название «че» оставили, это единственное имя буквы, которое заканчивается на букву «е».
В полном академическом справочнике «Правила русской орфографии и пунктуации» и в «Русском орфографическом словаре» 2006 года названия букв «же» и «це» вновь пишутся через «е».
В таблице приведены подлинные названия в соответствии с орфографией того времени.
|     | начало XIX века | к 1860 году      | 1934 год      | к 1940 году        | около 1950 года | к 1987 году  | 2006 год     |
| --- | --------------- | ---------------- | ------------- | ------------------ | --------------- | ------------ | ------------ |
| А а | азъ             | а                | а             | а                  | а               | а            | а            |
| Б б | бу́ки            | бе               | бе            | бэ / бе [бе], [бэ] | бэ              | бэ           | бэ           |
| В в | вѣ́ди            | ве               | ве            | вэ / ве [ве], [вэ] | вэ              | вэ           | вэ           |
| Г г | глаго́ль         | ге               | ге            | гэ / ге [ге], [гэ] | гэ              | гэ           | гэ           |
| Д д | добро́           | де [де]          | дэ            | дэ                 | дэ              | дэ           | дэ           |
| Е е | есть            | е                | е             | е                  | е               | е            | е            |
| Ё ё | —               | —                | —             | —                  | ё               | ё            | ё            |
| Ж ж | живе́те          | же               | же            | же                 | жэ, же          | жэ           | же           |
| З з | земля́           | зе [зе]          | зэ            | зэ                 | зэ              | зэ           | зэ           |
| И и | и́же             | и (восьмери́чное) | и             | и                  | и               | и            | и            |
| І і | і               | і (десятери́чное) | —             | —                  | —               | —            | —            |
| Й й | —               | —                | и (кра́ткое)   | и кра́ткое          | и краткое       | и кра́ткое    | и кра́ткое    |
| К к | ка́ко            | ка               | ка            | ка                 | ка              | ка           | ка           |
| Л л | лю́ди            | эль              | эль           | эль                | эль             | эль          | эль          |
| М м | мысле́те         | эмъ              | эм            | эм                 | эм              | эм           | эм           |
| Н н | нашъ            | энъ              | эн            | эн                 | эн              | эн           | эн           |
| О о | онъ             | о                | о             | о                  | о               | о            | о            |
| П п | поко́й           | пе               | пе            | пэ / пе [пе], [пэ] | пэ              | пэ           | пэ           |
| Р р | рцы             | эръ              | эр            | эр                 | эр              | эр           | эр           |
| С с | сло́во           | эсъ              | эс            | эс                 | эс              | эс           | эс           |
| Т т | тве́рдо          | те [те]          | тэ            | тэ                 | тэ              | тэ           | тэ           |
| У у | у               | у                | у             | у                  | у               | у            | у            |
| Ф ф | фертъ           | эфъ              | эф            | эф                 | эф              | эф           | эф           |
| Х х | хѣръ            | ха               | ха            | ха                 | ха              | ха           | ха           |
| Ц ц | цы              | це               | це            | це                 | цэ, це          | цэ           | це           |
| Ч ч | червь           | че               | че            | че                 | че              | че           | че           |
| Ш ш | ша              | ша               | ша            | ша                 | ша              | ша           | ша           |
| Щ щ | ща              | ща               | ща            | ща                 | ща              | ща           | ща           |
| Ъ ъ | еръ             | еръ              | ер            | твёрдый знак / ер  | твёрдый знак    | твёрдый знак | твёрдый знак |
| Ы ы | еры́             | еры́              | еры́           | ы / еры́            | ы               | ы            | ы            |
| Ь ь | ерь             | ерь              | ерь           | мягкий знак / ерь  | мягкий знак     | мягкий знак  | мягкий знак  |
| Ѣ ѣ | ять             | ять              | —             | —                  | —               | —            | —            |
| Э э | э               | э                | э (оборо́тное) | э оборо́тное        | э               | э оборо́тное  | э            |
| Ю ю | ю               | ю                | ю             | ю                  | ю               | ю            | ю            |
| Я я | я               | я                | я             | я                  | я               | я            | я            |
| Ѳ ѳ | ѳита́            | ѳита́             | —             | —                  | —               | —            | —            |
| Ѵ ѵ | и́жица           | и́жица            | —             | —                  | —               | —            | —            |